# Lytta flaviventris
Lytta flaviventris là một loài bọ cánh cứng trong họ Meloidae. Loài này được Ballion miêu tả khoa học năm 1878.